# Schwarzfühler-Dickleibspanner

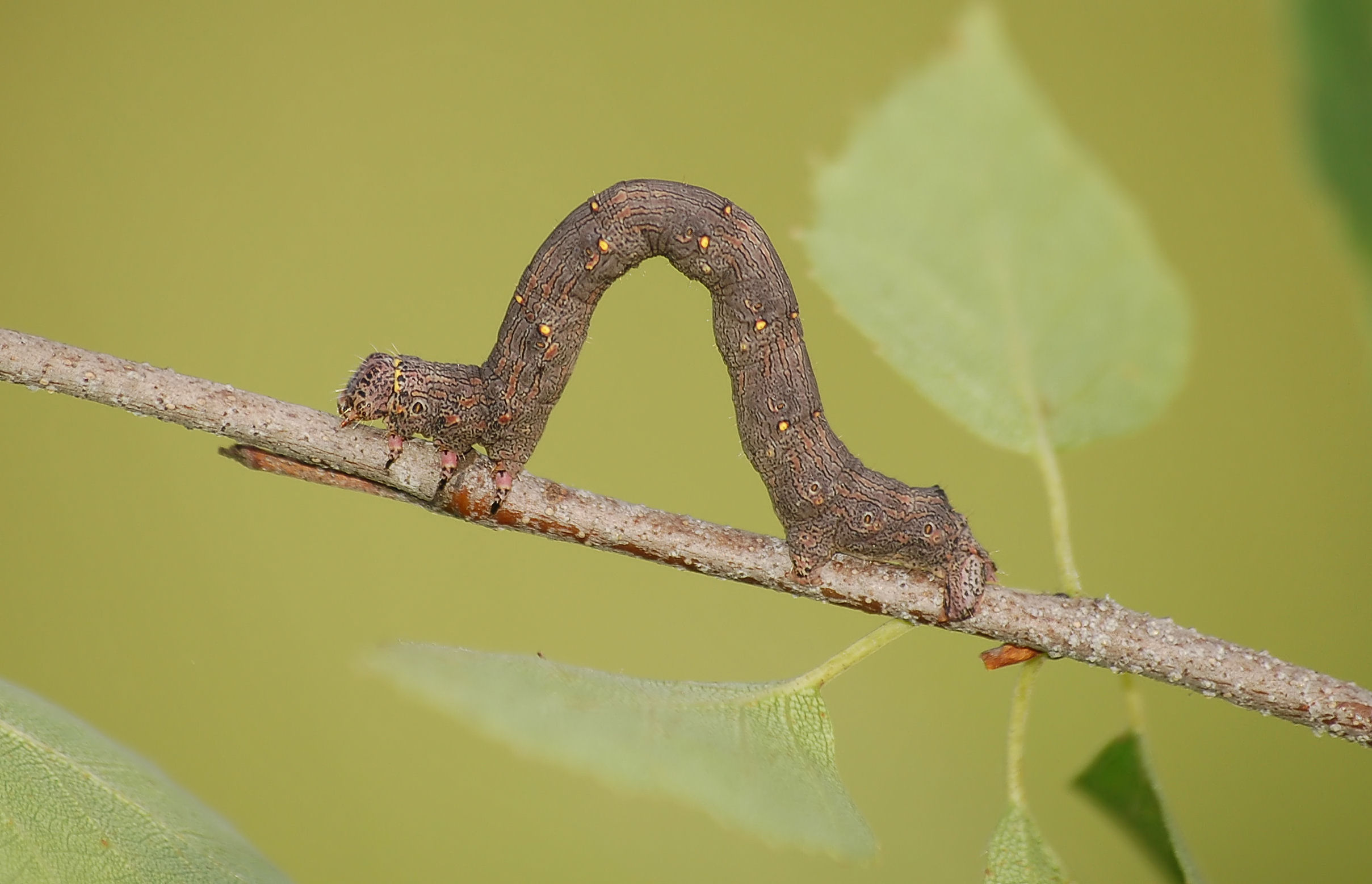
Raupe des Schwarzfühler-Dickleibspanners

Der Schwarzfühler-Dickleibspanner oder auch Kirschenspanner (Lycia hirtaria) ist ein Schmetterling (Nachtfalter) aus der Familie der Spanner (Geometridae).

## Merkmale
Die Falter erreichen eine Flügelspannweite von 35 bis 45 Millimetern. Die Vorderflügel des Schwarzfühler-Dickleibspanners sind grau gefärbt und schwarz bestäubt, wobei eine gebogene innere und eine geschwungene äußere Querlinie das Mittelfeld begrenzen. Die Hinterflügel sind ebenfalls grau und tragen zwei bis drei Querlinien. Die Männchen besitzen große, dunkle, doppelt gekämmte Fühler, anhand derer man die Art von Apocheima hispidaria unterscheiden kann.
Die Raupen sind rotbraun oder grau gefärbt und mit einer gelb-roten Zeichnung versehen.

### Ähnliche Arten
- Schneespanner (Apocheima pilosaria)
- Gelbfühler-Dickleibspanner (Apocheima hispidaria)
- Pappelspanner (Biston stratarius)
- Alpenspanner (Lycia alpina)

## Verbreitung
Der Schwarzfühler-Dickleibspanner ist ein häufiger Falter und wird in den gemäßigten Zonen Europas und Asiens angetroffen. Man findet ihn in Wäldern, Hainen, Gärten und Parks.

## Flug- und Raupenzeiten
Die Falter fliegen in einer Generation von März bis Mai und werden vom Licht angezogen. Die Raupen kann man von Mai bis August an den Futterpflanzen antreffen.

## Lebensweise
Die Larven leben an verschiedenen Laubhölzern wie zum Beispiel Birken, Eichen, Erlen, Eschen, Ulmen usw. Die Art überwintert als Puppe (teilweise mehrfach).
Die Falter ruhen tagsüber an Zweigen oder Steinmauern.